# 国际恐怖主义研究学会
恐怖主义研究国际学会，或称国际反恐研究所（International Institute for Counter-Terrorism），是一个非营利性的研究中心和国际组织的中心，设在以色列海尔兹利亚跨学科研究中心（IDC）。该中心与来自世界各地的政治家探讨恐怖主义在以色列和世界各地举办的国际会议。